# James Colebrooke Patterson
James Colebrooke Patterson (1839 – 17 février 1929) est un homme politique canadien, il fut Lieutenant-gouverneur de la province du Manitoba de 1895 à 1900.